# Coinhive
Coinhive war ein Anbieter einer JavaScript-basierter „Mining“-Software für Kryptowährungen. Das Script von Coinhive kann auf Webseiten eingebaut werden und durch die Nutzung der Rechenleistung des Nutzers kann auch Geld verdient werden. Neben dem Mining-Script bietet Coinhive auch noch ein Captcha und einen URL Shortener-Dienst an, mit dem man Geld verdienen kann. Das Nachrichtenportal Heise berichtete, dass Coinhive den Betrieb am 8. März 2019 einstellen wird. Am 30. April 2019 ging der komplette Dienst, inklusive Website, offline.

Logo von Monero

## Geschäftsmodell
Coinhive stellt ein JavaScript zur Verfügung, welches Websitebesitzer in ihr Webangebot einbauen können. Über das Script werden Rechenoperationen an den Besucher des Webangebots gesendet, welche das Skript ausführt. Die Ergebnisse der Berechnungen werden an Coinhive gesendet. Die Rechenoperationen werden nur im Browser ausgeführt. Mittels dieser Rechenoperationen wird die Kryptowährung Monero abgebaut. Der so erzielte Gewinn wird zu 70 % an den Webangebotsbetreiber ausgezahlt.

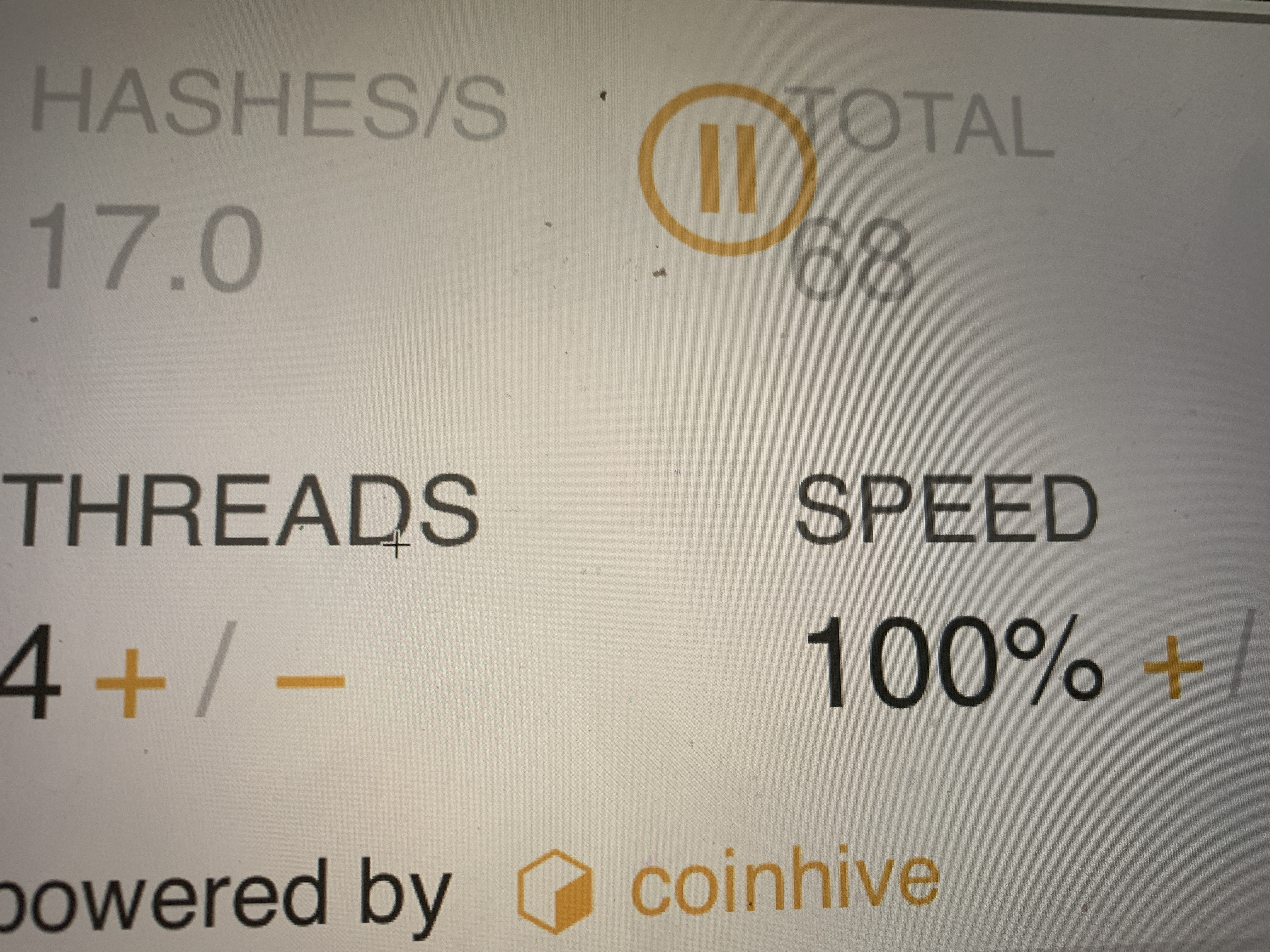
Ein Miner von Coinhive, der in ein Iframe eingebunden wurde.

Erprobt wurde das Geschäftsmodell erstmals auf einem deutschsprachigen Imageboard. Über eine eigens dafür eingerichtete Webseite haben 2.100 Nutzer eine Hashrate von zeitweise 110.400 Hashes/s generiert. Damit war der Mining Pool für kurze Zeit der zweitgrößte im Monero-Netzwerk. Im täglichen Betrieb errechnet der Mining Pool heutzutage noch eine Hashrate von ungefähr 10.000 Hashes/s. Die errechneten Anteile können die Nutzer gegen zusätzliche Tage für die Premium-Funktionen der Webseite eintauschen.

## Kritik
Der erste große Kritikpunkt an dem Geschäftsmodell von Coinhive kam auf, als die erste größere Seite das Script einsetzte. Die Seite The Pirate Bay hatte das Script testweise in ihrer Seite eingesetzt, um herauszufinden, ob sich daraus eine neue Einnahmequelle entwickelt. Für das Abbauen der Moneros gab es Kritik aufgrund der fehlenden Einwilligung der betroffenen Nutzer. Ebenso erntete die verdeckte Ausführbarkeit des Skripts Kritik. Am 22. September appellierte Coinhive nun noch einmal an die Betreiber der Webangebote, dass die Nutzer über den Einsatz des Scriptes zu informieren sind. Am 16. Oktober 2017 reagierte Coinhive auf die anhaltende Kritik und stellte einen neuen Miner vor, der nur nach ausdrücklicher Genehmigung des Nutzers startet. Da der Miner Daten der Hashes, bzw. Dateien die er zum Mining benötigt in den RAM speichert und diese Dateien relativ groß sind, sich häufig in der Größe verändern, erhalten viele Benutzer eine Warnmeldung ihrer Antivirensoftware. Diese Meldungen schrecken viele Benutzer ab, was für die Betreiber der Seite zur Folge haben kann, dass es zu einem Reputationsschaden kommt.

## Verbreitung
Laut einer Berechnung sind Anfang Oktober 2017 ca. 220 Websites der TOP 100.000 Websites mit einem Script von CoinHive ausgestattet. Insgesamt werden diese Seiten von ca. 500 Millionen Nutzer pro Monat besucht. Ende Oktober 2017 waren es laut der öffentlich einsehbaren Datenbank WhoRunsCoinhive bereits über 1.000 Websites mit einer Reichweite von mehr als einer Milliarde Nutzern monatlich. Laut diesem Projekt ist ein Großteil der Websites, welche Coinhive implementiert haben, weniger als 600 Betreibern zuzuordnen. Der Coinhive-Krypto-Mining-Code wurde Mitte 2018 auf mehr als 300 Regierungs- und Universitätswebsites weltweit entdeckt, alle betroffenen Websites liefen mit einer anfälligen Version des Content-Management-Systems Drupal.

## Alternative zur Werbung?
Im Moment ist das Modell von Coinhive nach Meinung von zum Beispiel bitcoinmag oder dem Technikbrennpunkt nicht lohnend.

### Beispielrechnung
(ausgehend von 54 Hashes pro Sekunde und 3 Minuten pro Besucher)
| Besucher pro Tag | Verdienst XMR pro Tag        | Verdienst XMR pro Monat     |
| ---------------- | ---------------------------- | --------------------------- |
| 100              | 0,000286 XMR (ca. 0,02 Euro) | 0,00858 XMR (ca. 0,69 Euro) |
| 1.000            | 0,00286 XMR (ca. 0,20 Euro)  | 0,0858 XMR (ca. 6,90 Euro)  |
| 10.000           | 0,0286 XMR (ca. 2,00 Euro)   | 0,858 XMR (ca. 69,00 Euro)  |

(Quelle: bitcoinmag.de)